# Axel Marius Hansen
Pour les articles homonymes, voir Hansen.
Axel Marius Hansen, né le 21 septembre 1877 à Torslunde (Danemark) et mort le 28 octobre 1960 à Roskilde (Danemark), est un homme politique danois membre du Parti social-libéral (RV) et ancien ministre.